# Stuart Turnbull
Stuart Thomas Turnbull (* 28. Dezember 1984 in Kingston) ist ein ehemaliger kanadischer Basketballspieler.

## Laufbahn
Turnbull spielte Basketball an der Frontenac Secondary School in seiner Heimatstadt Kingston in der Provinz Ontario und anschließend von 2004 bis 2009 an der Carleton University. Mit der Hochschulmannschaft, die den Spitznamen „Die Raben“ trägt, gewann er 2005, 2006, 2007 und 2009 die Meisterschaft in der kanadischen Collegeliga CIS. In seiner Abschlusssaison 2008/09 führte Turnbull Carletons Mannschaft mit einem Punkteschnitt von 16,7 pro Begegnung an. Für Schlagzeilen sorgte er, als er im Meisterschaftshalbfinale gegen die University of Western im Frühjahr 2009 in letzter Sekunde den Siegtreffer erzielte. Später wurde er als bester Spieler des Finalturniers 2009 ausgezeichnet.
Turnbull spielte anschließend als Berufsbasketballspieler in Deutschland: Zu Beginn des Spieljahres 2009/10 stand er kurzzeitig in Diensten der Giants Nördlingen in der 2. Bundesliga ProA, wechselte aber noch in der Anfangsphase der Saison zum SC Rist Wedel in die 2. Bundesliga ProB. Seine Schwester Taryn spielte zu dieser Zeit in Wedels Damenmannschaft in der 2. Bundesliga. Für Rist Wedel erzielte Stuart Turnbull im Schnitt 17,7 Punkte pro Begegnung und wurde im Vorfeld der Spielzeit 2010/11 vom UBC Hannover
(2. Bundesliga ProA) verpflichtet. Auch bei den Niedersachsen war der Kanadier mit 15,4 Punkten je Spiel ein Leistungsträger. Turnbulls letzter Halt als Profi wurden die Dragons Rhöndorf (2. Bundesliga ProB) in der Saison 2011/12, für die er einen Punkteschnitt von 17,1 je Partie erzielte. In allen seinen drei Profijahren wurde der Kanadier vom Internetdienst eurobasket.com jeweils unter die besten fünf Verteidiger der 2. Bundesliga ProB beziehungsweise 2. Bundesliga ProA gewählt.
2012 beendete Turnbull seine Basketballlaufbahn und wurde in Toronto im Marketingbereich, Vertrieb und Medienanalyse beruflich tätig. Zeitweilig leitete er auch Basketball-Camps.

### Persönliches
Seine Schwester Taryn Turnbull spielte Basketball an der Tulane University sowie in der 2. Bundesliga (Sandhausen, Wedel, Opladen) in Deutschland, sein Schwager ist der ehemalige deutsch-kanadische Eishockeyspieler John Tripp. Schwester Breanna spielte Basketball am New Jersey Institute of Technology.